# Grand rhinopome
Rhinopoma microphyllum
Espèce
Répartition géographique
Statut de conservation UICN

 LC  : Préoccupation mineure
Le Grand rhinopome (Rhinopoma microphyllum) est une espèce de chauve-souris de la famille des Rhinopomatidae.